# أولاد اعريف (الكريمات)
أولاد اعريف هي إحدى مشيخات المملكة المغربية، تتبع جغرافيا لإقليم الصويرة وإداريًا لالكريمات. يقدر عدد سكانها بـ 4535 نسمة حسب الإحصاء الرسمي للسكان والسكنى لسنة 2004.